# Frederik I. Dánský
Frederik I. Dánský (7. října 1471 Haderslevhus – 10. dubna 1533 Gottorf) byl v letech 1523–1533 dánský a norský král.

## Biografie

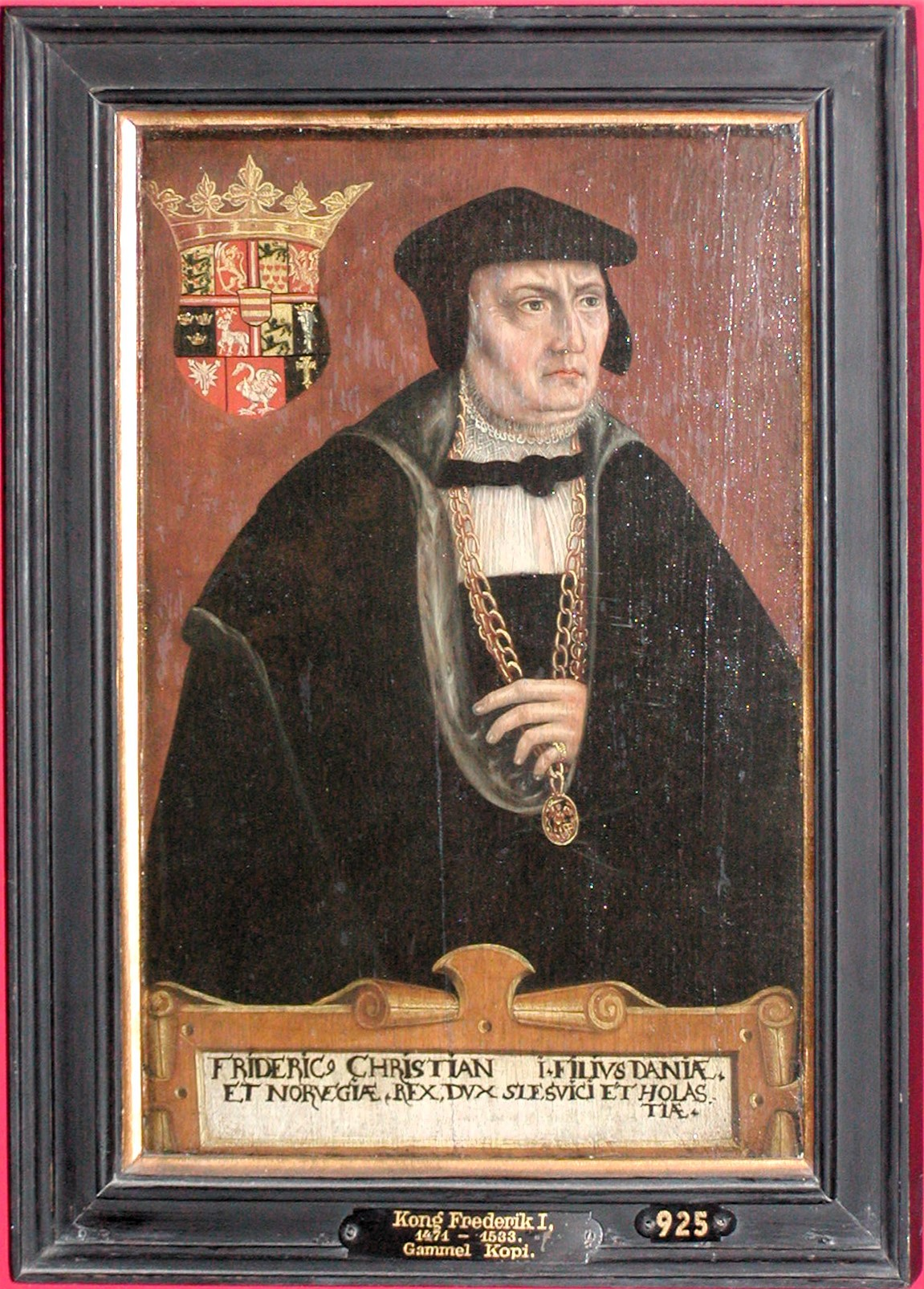
Frederik I. Dánský

Frederik se narodil jako nejmladší, páté dítě (čtvrtý syn) dánského krále Kristiána I. a jeho manželky Dorotey Braniborské; dva nejstarší bratři však zemřeli ještě jako nemluvňata.
K moci se dostal v důsledku povstání kléru a šlechty, jehož důsledkem bylo vyhnání jeho synovce Kristiána II. Musel překonat řadu bouří a povstání, které odmítaly uznat jeho vládu. Třebaže byl katolík, dovolil svobodu vyznání a příchod luteránství do svých zemí.

## Vévoda šlesvicko-holštýnský
Frederik byl nejoblíbenějším a preferovaným synem své matky, která byla v posledních letech života Kristiána I. guvernérkou Šlesvicka-Holštýnska. Podle privilegií, jež Kristián I. zemi udělil, si mohli její obyvatelé zvolit sami po jeho smrti nového vévodu mezi královými syny. Královna matka rozhodla o tom, že vévodství budou rozdělena na dvě části mezi oba syny, poskytnuvši Frederikovi právo prvního výběru. Frederik si zvolil část se zámkem Gottorp, zatímco jeho starší bratr Jan I. Dánský, král Kalmarské unie, měl sídlo v městě Bad Segeberg. Podle dohody Kristiána I. se šlesvicko-holštýnskými stavy vévodství byla nedělitelná, takže oficiálně fungovali Frederik a Jan jako spoluvládci – k oficiální volbě došlo 12. prosince 1482.
V roce 1500 přesvědčil Frederik svého bratra krále Jana, aby dobyli Dithmarschen, regionu de iure pod svrchovaností Holštýnska, de facto však fungujícího jako nezávislá rolnická republika. Podařilo se jim sebrat velké vojsko sestávající z jednotek nejen z obou vévodství, ale z celé Kalmarské unie a z německých žoldnéřů. Expedice však ztroskotala v bitvě u Hemmingstedtu, kde byla třetina jednotek ztracena.
Po smrti Frederikova bratra Jana v roce 1513 část dánské šlechty odmítla jako krále Janova syna Kristiána a nabídla korunu Frederikovi, ale nakonec byl Kristián uznán jako král, ovšem až po kompromisních jednáních, jejichž výsledky poskytly šlechtě a duchovenstvu zvýšení jejich moci, zatímco moc krále byla oslabena. V tomtéž roce byl král Kristián jmenován vévodou šlesvicko-holštýnským, děliv se s Frederikem o moc.
V roce 1521 císař Karel V., Kristiánův strýc, jmenoval Kristiána jediným vévodou holštýnským, vyvolav tak roztržku mezi králem a vévodou Frederikem. Avšak v srpnu roku 1522 se Kristián poté, co se vzdal svých práv, s Frederikem smířil.
Reformy podporující protestantismus, které Kristián II. zaváděl proti dánskému kléru, vyvolaly nespokojenost v zemi. Jutští biskupové a někteří šlechtici se sešli v březnu roku 1523 ve Viborgu, kde se shodli na tom, že vyženou krále ze země a budou hledat podporu u jeho strýce, vévody Frederika. S touto podporou Frederik vyhlásil 8. března Kristiánovi II. válku. Kristián odmítl bojovat se svými poddanými a 13. dubna téhož roku opustil zemi. Tentýž den byl Frederik jmenován novým králem Dánska a 7. srpna byl korunován.

## Král Dánska a Norska
První roky Frederikovy vlády nebyly šťastné. Měšťanstvo a rolnictvo zůstalo věrné Kristiánovi II. V letech 1524 a 1525 vypukla povstání v Jutsku a ve Skåne. Města Malmö a Kodaň, odmítající uznat Frederika, byla podrobena v roce 1525. Søren Norby, místodržitel na ostrově Gotland, shromáždil vojsko o 8000 mužích, vylodil se ve Skåne a obsadil hrad Helsingborg. Frederik v odpověď poslal Johan Rantzaua, který rebely v Lundu a v Bunketofte porazil.
Kristián II., pobývající v Nizozemí, podnikl osobně v roce 1531 do Norska
nezdařilou vojenskou výpravu, jejímž výsledkem bylo jeho zajetí v tomtéž roce. Třebaže Frederik přislíbil Kristiánovi podmíněnou svobodu, porušil svůj slib a rozhodl 30. července roku 1532 o jeho uvěznění na hradě Sønderborg.
Třebaže Frederik ve své smlouvě s biskupy slíbil chránit katolickou víru proti protestantismu, ve skutečnosti povolil svobodu vyznání. Významným krokem v tomto směru bylo jmenování významného luteránského kazatele Hanse Tausena svým kaplanem a výchova Frederikova syna Kristiána v luteránství.
Frederik se vzdal dědičných nároků na opětné nastolení Kalmarské unie, která zahrnovala vedle dánského a norského trůnu i trůn Švédska a která se definitivně rozpadla po svržení Kristiána II. Udržoval dobré vztahy se švédským králem Gustavem I., stejně jako s hanzovními městy (především Lübeckem), původně nepřáteli Kristiána II.
Po dobu většiny svého vlády sídlil Frederik na zámku v Gottorpu, své vévodské rezidenci, a navštěvoval Dánsko pouze v nejnutnějších případech. Nikdy nebyl v Norsku a nebyl zde ani korunován, takže užíval titul volený král Norska. Protože oba jeho rodiče byli Němci, předpokládá se, že se nikdy nenaučil dánsky.
Zemřel na hradě v Gottorpu 10. dubna roku 1533 ve věku 61 let. Jeho ostatky byly převezeny a pohřbeny v katedrále ve Šlesviku.

## Manželství a potomci
V roce 1502 se oženil s patnáctiletou Annou Braniborskou, dcerou braniborského kurfiřta Jana Cicerona. Z manželství vzešli dva potomci:
- Kristián (12. srpna 1503 – 1. ledna 1559), vévoda šlesvický a holštýnský, od roku 1534 dánský a od roku 1537 norský král, ⚭ 1525 Dorotea Sasko-Lauenburská (9. července 1511 – 7. října 1571)
- Dorotea (1. srpna 1504 – 11. dubna 1547), ⚭ 1526 Albrecht Braniborsko-Ansbašský (16. května 1490 – 20. března 1568), velmistr řádu německých rytířů, pruský vévoda

V roce 1518, po smrti své první manželky, se oženil znovu, tentokrát s Žofií Pomořanskou, dcerou vévody Bohuslava Pomořanského. Z tohoto manželství se narodilo šest dětí:
- Jan (1521–1580), vévoda Schleswig-Holstein-Haderslev
- Alžběta (14. října 1524 – 15. října 1586),
⚭ 1543 Magnus III. Meklenbursko-Zvěřínský (4. července 1509 – 28. ledna 1550)
⚭ 1556 Oldřich III. Meklenburský (5. března 1527 – 14. března 1603), vévoda z Meklenburku
- Adolf (25. ledna 1526 – 1. října 1586), 1. vévoda holštýnsko-gottorpský, zakladatel dynastie Holstein-Gottorp, ⚭ 1564 Kristýna Hesenská (29. června 1543 – 13. května 1604)
- Anna (1527–1535)
- Dorotea (1528–1575), ⚭ 1573 Kryštof Meklenburský (1537–1592)
- Frederik (13. dubna 1532 – 7. října 1556), biskup v Hildesheimu a Schleswigu